# Kamienica (prawy dopływ Dunajca)
Kamienica, Kamienica Nawojowska – rzeka, prawy dopływ Dunajca o długości 33,08 km.

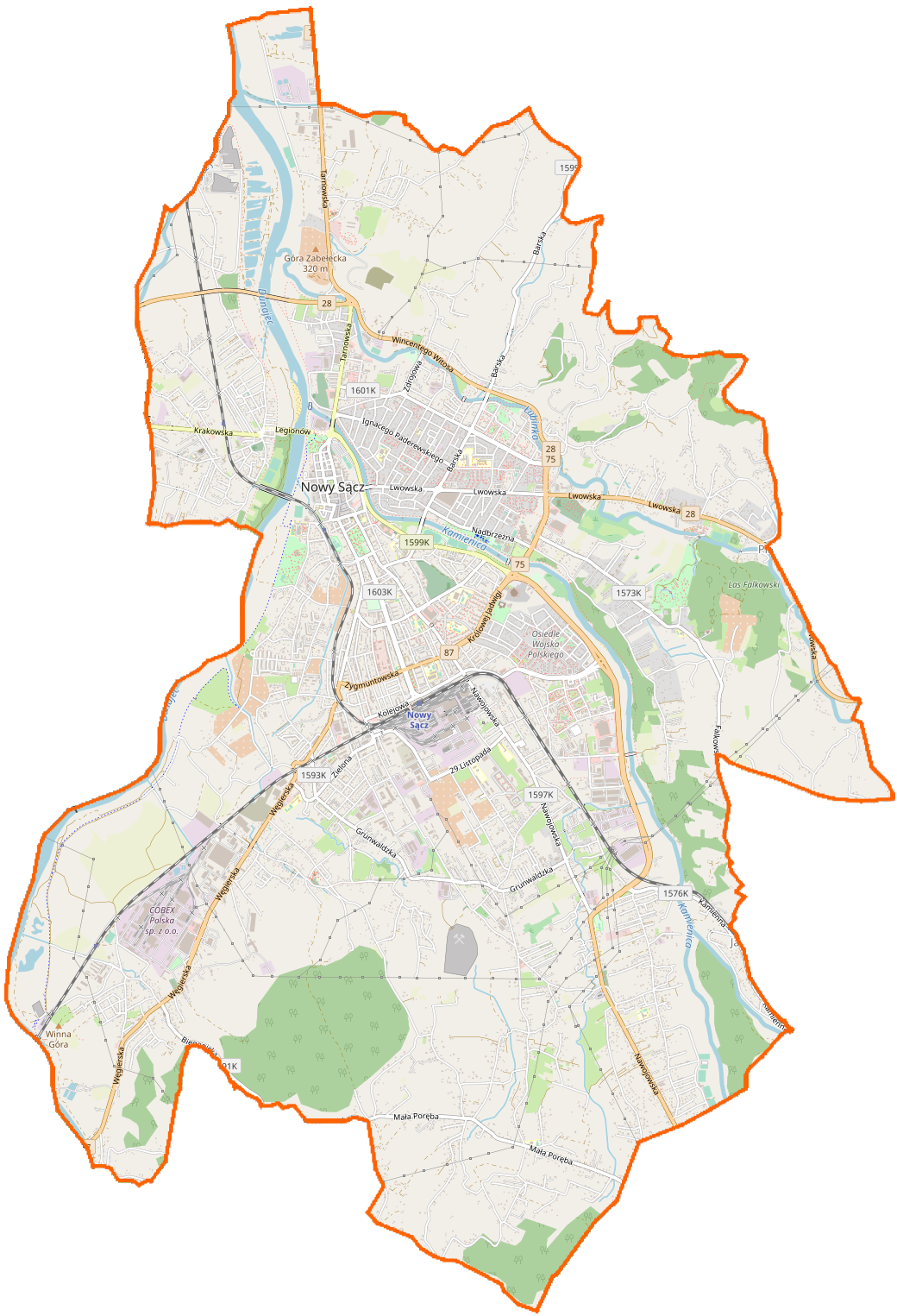
Ujście Kamienicy do Dunajca w Nowym Sączu

Źródło rzeki znajduje się po północnej stronie masywu Jaworzyny Krynickiej, a ujście do Dunajca w Nowym Sączu, w dnie Kotliny Sądeckiej. Kamienica wyznacza granicę między Beskidem Niskim (Górami Grybowskimi), położonym na północny wschód od niej, a Beskidem Sądeckim, znajdującym się po południowo-zachodniej stronie rzeki. Jej bieg tworzy dolinę, w której położona jest droga krajowa nr 75 łącząca Nowy Sącz i Krynicę-Zdrój. Pochodzenie nazwy rzeki można tłumaczyć kamienistym korytem, wypełnionym otoczakami, które jedynie w krótkich okresach w roku wypełnione jest wodą. Charakterystyczne dla Kamienicy jest występowanie nagłych wezbrań po intensywnych opadach, które w skrajnych przypadkach wywołują powódź w położonych przy rzece dzielnicach Nowego Sącza.